# Stanford (Kent)
Stanford è un villaggio e parrocchia civile dell'Inghilterra, appartenente alla contea del Kent.